# Ebo dondalei
Ebo dondalei är en spindelart som beskrevs av Sauer 1968. Ebo dondalei ingår i släktet Ebo och familjen snabblöparspindlar. Inga underarter finns listade i Catalogue of Life.